# Château de la Motte-Jean
Le château de la Motte-Jean, à Saint-Coulomb (Ille-et-Vilaine), est une malouinière, autrefois forteresse de du Guesclin au XIVe siècle, des marquis du Hindré au XVIe, des Surcouf au XVIIIe.
Il fait l'objet d'une inscription au titre des monuments historiques depuis le 23 octobre 1980.

## Historique
Les du Guesclin se sont succédé à la Motte-Jean depuis les années 1100.
Le frère de Bertrand au XIVe siècle, les Eon, les marquis du Hindré (propriétaires de 1513 à 1756).
Achetée en 1756 par le grand-père de Robert Surcouf, la Motte-Jean servit de dot en 1764 à sa fille Bertranne Surcouf (1746-1823), qui épousa Thomas Marie Potier de la Houssaye (1732-1806), armateur malouin. De ce mariage est né Joseph Marie Potier de la Houssaye (1768-1830), capitaine de vaisseau corsaire. À la veille de la Révolution française, la famille Potier de La Houssaye vend le château aux Grout de Beauvais, propriétaires jusqu'après la Première Guerre mondiale.
L'officier de marine Grout de la Motte fut l'un des chefs de la conspiration du Marquis de la Rouerie, guillotiné le 18 juin 1793 à Paris avec 17 autres, dont quatre jeunes filles de leur famille. Le cadastre de 1913 indique : Henri Grout de Beauvais du Meurtel, mineur sous la tutelle de sa mère au château du Meurtel, commune de Plévenon (Cotes du Nord).
La Motte-Jean fut rachetée en 1925 par son fermier, dont les petits-enfants la revendirent en 1975 à Philippe Luyt qui l'a fait inscrire à l'Inventaire supplémentaire des Monuments historiques en 1980.
En 2016 la nouvelle propriétaire, malouine depuis toujours et dont l'arrière-grand-père était armateur malouin et le grand-père capitaine au long cours et cap-hornier rachetait la Motte-Jean pour la remettre en état.
L'arrêté d'inscription au titre des Monuments historiques du 7 juin 2021 se substitue à l'arrêté d'inscription du 23 octobre 1980. Avec l'aide de la Direction régionale des Affaires culturelles et de Monsieur Vincent Jouve architecte, des travaux de grande ampleur commencèrent.
Tout d'abord la toiture ayant nécessité la démolition des chambres d'hôtes, a pu être refaite, à l'ancienne avec noues et arêtiers en ardoise et pose de nouveaux épis de faitage choisis par la fille de la propriétaire , passionnée d'équitation et, très intéressée par la remise en état de la Motte-Jean.

## Construction
La Motte-Jean est construite sous l'ancienne forteresse de du Guesclin (1 hectare) arasée au 17e à 2 mètres de haut, peut-être sur l'emplacement d'une villa romaine et au-dessus du ruisseau de la Trinité à l'Est. Sur la Terrasse Ouest, on peut observer deux bassins, dont l'un est partiellement comblé, qui datent de cette époque.
Cette fortification servait de casernement aux troupes du frère du célèbre Connétable Bertrand du Guesclin, qui gardaient les côtes pour le compte du Roi de France contre les Anglais et le Duc de Bretagne. L'ancienne motte féodale (une construction défensive constituée d'une butte artificielle en terre) bénéficie d'une topographie favorable, qui a permis l'utilisation d'une butte naturelle.
La Motte-Jean est un exemple de la recherche des creux de terrains pour s'abriter des vents de Noroît : Seuls les toits émergent des champs sous la crête du Tertre à l'Ouest et la crête de la Haute Motte-Jean à l'Est.
La Motte-Jean est entourée de tous côtés : à l'Est le jardin bas est bordé du ruisseau de la Trinité, à l'Ouest sept sources alimentent 2 bassins, qui se déversent dans des douves au nord et au sud, où se rejoignent devant l'ancienne chaussée le ruisseau de la Motte-Jean et un cours d'eau qui vient de la Recule (actuelle Hercule). Le ruisseau devient alors le ruisseau de la Trinité qui se jette dans l'anse du Guesclin.
À la croisée de ses anciennes rabines, la Motte-Jean est dans sa forme actuelle une superbe construction du début du XVIIe siècle (1625), d'aspect seigneurial, avec un corps central flanqué de pavillons en saillie aux extrémités ; elle a servi de modèle à la Giclais construite 50 ans plus tard à Saint-Servan.
À l'intérieur, subsistent un grand escalier Renaissance avec une très belle rampe en bois sculpté, quelques boiseries, deux vastes cuisines à cheminées monumentales, dont une à four à pain dans l'aile Nord, de grandes pièces avec des plafonds avec poutres et solives sculptées Renaissances et de belles cheminées en granit.
À l'Ouest se trouve l'ancienne forteresse avec ses pièces d'eau à laquelle mène un escalier à double évolution. La vue vers l'Est est plaisante, le jardin français en contrebas de la terrasse est bordé par une peupleraie le long du ruisseau de la Trinité qui sépare Saint-Coulomb et Cancale.
« L'ancien étang et les douves qui vont se perdre au Sud, entre les collines boisées, composent un paysage charmant » (D. Derveaux).

## La chapelle de la Trinité
Au Nord de l'ancienne forteresse, une ancienne tour a été transformée en chapelle, rectangulaire avec son abside au nord. On y entre par la cour de l'ancienne ferme de la Basse Motte-Jean à l'est ou par la tribune au sud.
La porte publique sur la cour de la ferme, présente un encadrement dorique surmonté d'un écusson ovale à la couronne de comte ; écartelé au 1 et au 4, de sable à trois têtes d'or ; au 2 et au 3, trois losanges de même, sur champ d'azur, ce sont les armes des Grout de Beauvais du Meurtel, qui ont probablement remplacées celles du Marquis du Hindré.
La date de 1707 indique une restauration, puisqu'il y avait là une chapelle avant cette époque (P. Banéat), dont le chapelain était l'abbé Charles Girot en 1708.
La Motte-Jean fut prise 2 fois par les Anglais pendant la guerre de Sept Ans (1746-1753).
Pendant la Révolution, on installa à la Motte-Jean un hôpital militaire, ce qui permit aux dames Grout de Beauvais, qui n'avaient pas suivi leur mari et père en émigration, de servir de point de ralliement aux agents royaux arrivant et partant pour l'Angleterre ou Chausey depuis l'anse du Guesclin.
En 1794, la Chapelle de la Trinité, ou Sainte Trinité, servit de fosse commune pour dissoudre dans la chaux vive 300 victimes de la Carmagnole, à Cancale.[réf. nécessaire]
En 1799, l'Abbé Auffret raconte que deux soldats croyant avoir trouvé des navets firent une soupe, c'étaient des racines de cigüe...
Pendant les travaux de terrassements entrepris en 1976 et 1982, Philippe Luyt a trouvé plusieurs boulets de canon en pierre de l'époque de du Guesclin, mais aussi en fer et probablement anglais datant de la guerre de Sept Ans.

## Le pigeonnier
Au sud, se trouve le pigeonnier, une tour carrée de la motte féodale, dans laquelle il y a 600 boulins (niches en pierre pour les pigeons) qui indiquent qu'au XVe siècle, la Motte-Jean avait plus de 300 hectares de terres, ce qui correspond à une bande d'un kilomètre sur trois reliant l'anse du Guesclin au Plessix Bertrand.
L'intérieur du pigeonnier est remarquable puisqu'il est cylindrique dans un corps carré. Là aussi, il s'agit sans doute d'une tour de défense transformée en pigeonnier.